# Bilina
|  | Per a altres significats, vegeu «Bílina». |

Una bilina (mot rus: былина; plural bilini, былины) és un poema èpic tradicional, un tipus de poesia heroica dels eslaus orientals de Kíev, que donaven continuïtat a la tradició de Rússia i Ucraïna. Bilina prové de la paraula russa bil (быль), que es pot traduir com 'va ser', el passat del verb ser o estar, denotant que es tracta d'esdeveniments històrics reals, en contraposició amb la ficció.
Les bilini són una mena de poemes de versos blancs sense rima, però amb un ritme característic, una mena de versos lliures, recitats pels skazíteli (сказители), que eren els qui declamaven o cantaven les bilini i que les transmetien per tradició oral (els primers cants escrits daten del segle xvii). Foren skazíteli coneguts, entre d'altres, Trofim Riabinin, Maria Krivopolènova i Vasili Xtxególenok. Els recitadors d'aquests poemes les anomenaven també starini (старины) o starinki (старинки), en el sentit d'«històries de l'antigor». La majoria de les bilini s'han conservat al nord de Rússia, i el seu estil ha estat imitat per nombrosos poetes russos famosos.
Les bilini es poden classificar en els següents cicles:
- dels antics herois (Volgà Sviatoslàvitx, Mikula Selianínovitx, Sviatogor);
- de Vladímir, príncep de Kíev, que fou qui va introduir el cristianisme a Rússia, amb històries que es remunten a l'edat d'or de Kíev i de l'antiga Rus de Kíev. A aquesta categoria pertany el cicle d'Ilià Múromets, Alioixa Popóvitx i Dobrínia Nikítitx, que són els més populars;
- de Nóvgorod (Vassili Buslàiev, Sadkó el mercader), que rememora les llibertats civils de les ciutats;
- de Moscou (Iermak, Ivan el Terrible);
- de la història dels cosacs ucraïnesos (en ucraïnès), sobre les invasions turques i tàrtares i les revoltes dels haidamaki;
- dels cosacs revoltats (Stenka Razin);
- de Pere el Gran.

L'estructura de les bilini és lineal, amb una introducció, la narració de les gestes i un epíleg. Com en altres poemes orals, contenen repeticions i escenes prototípiques que ajuden a la memorització.